# Jean-Claude Bourret
Jean-Claude Bourret, (sinh ngày 17 tháng 7 năm 1941 tại Lyon) là một nhà báo người Pháp. Khởi đầu sự nghiệp phát thanh tại hãng France Inter, ông từng là người dẫn chương trình đầu tiên của bản tin truyền hình FR3, rồi sau làm biên tập viên thời sự trên TF1 và La Cinq. Ngoài ra, ông còn là chuyên gia say mê nghiên cứu về UFO và quái thú Gévaudan.

## Sự nghiệp làm báo
Jean-Claude Bourret hoàn tất học phàn tại Trung tâm Bồi dưỡng Nghiệp vụ Báo chí ở Paris (khóa 1967) và tốt nghiệp lớp phát thanh viên. Ông khởi đầu sự nghiệp làm báo của mình tại hãng France Inter vào ngày 1 tháng 6 năm 1967. Ông từng đưa tin về những cuộc biểu tình tháng 5 ở Pháp năm 1968.
Trở thành phóng viên chính thức vào năm 1969, ông thường đưa tin về những chuyến công du của các vị Tổng thống Cộng hòa: Charles de Gaulle, Georges Pompidou và Valéry Giscard d'Estaing. Ông còn chụp ảnh sự kiện Apollo phóng lên Mặt Trăng ngay tại Mũi Canaveral, từ Apollo 8 đến Apollo 17. Tháng 4 năm 1970, trong vụ nổ thùng nhiên liệu mô-đun chỉ huy của tàu vũ trụ sứ mệnh Apollo 13, ông là đặc phái viên của France-Inter tại trung tâm NASA ở Houston. Cùng năm, ông đã phát minh ra "Tour de France des Plages", một chương trình ngắn cung cấp cho người nghe nhiệt độ nước và trạng thái biển mỗi ngày, vào lúc 10 giờ sáng của France-Inter..
Ngày 1 tháng 1 năm 1973, ông làm người dẫn chương trình trên kênh FR3 (những ngày đầu thành lập là Inter 3). Ngày 6 tháng 1 năm 1975, ông trở thành tổng biên tập và người dẫn chương trình thời sự TF1. Cùng năm đó, ông là người đầu tiên ở Pháp phát sóng bản đồ thời tiết vệ tinh, và ra mắt tờ báo màu đầu tiên trên kênh này. Ngày 15 tháng 9 năm 1984, ông tạo ra chương trình truyền hình thời sự buổi sáng đầu tiên trên kênh TF1 mang tên Bonjour la France trong khi tiếp tục dẫn chương trình Journal de 13 heures. Tháng 9 năm 1987, Bourret vào làm biên tập viên và người dẫn chương trình của các tờ báo 1 giờ chiều trên La Cinq (mạng truyền hình miễn phí đầu tiên thuộc sở hữu tư nhân của Pháp). Từ tháng 9 năm 1990 đến ngày 12 tháng 4 năm 1992, ông phụ trách tin thời sự cho các tờ báo cuối tuần, 1 giờ chiều và 20 giờ tối, cho đến khi mạng lưới này biến mất.
Jean-Claude Bourret đã tạo nên chương trình truyền hình tương tác hoàn toàn đầu tiên mang tên Duel sur la Cinq: người xem có thể bình chọn hàng ngày (qua điện thoại và Minitel) và chọn ra được người tranh luận thuyết phục họ nhất. Sau khi CSA bày tỏ sự dè dặt về tính đại diện của một cuộc bỏ phiếu qua điện thoại, cổ đông mới là tập đoàn xuất bản Hachette đã bãi bỏ "Televote". Nhân dịp này, Bourret hỏi người xem vào ngày 7 tháng 12 năm 1990 rằng "" Duel sur la Cinq" là tốt hay xấu?". Ngày 12 tháng 4 năm 1992, vài giờ trước buổi trình chiếu cuối cùng của La Cinq, Duel sur la Cinq cuối cùng chiếu cảnh tranh tài hùng biện giữa Nicolas Sarkozy với Julien Dray. Ông đồng chủ trì phần tin tức buổi tối cuối cùng của La Cinq, và thực hiện lần đếm sau chót trước khi kênh này chấm dứt toàn bộ.
Từ ngày 28 tháng 3 đến ngày 17 tháng 4 năm 1994, Bourret tổ chức một số chương trình trên kênh Télé emploi. Tháng 12 năm 1994, ông được mời làm cố vấn cho chủ tịch của kênh truyền hình dịch vụ công cộng tổng quát La Cinquième là Jean-Marie Cavada, và làm người dẫn chương trình Détours de France cho đến tháng 6 năm 1997. Đồng thời, ông được bổ nhiệm làm tổng biên tập của đài RMC (Radio Monte-Carlo) trong năm 1994-1999.
Bourret còn là người sáng lập Câu lạc bộ Báo chí de France có tới tám trăm nhà báo và công ty truyền thông vào năm 2015. Tháng 6 năm 2016, ông được bầu làm thành viên ban giám đốc (tháng 6 năm 2018) Hội đồng quản trị của Câu lạc bộ báo chí de France với nhiệm kỳ hai năm, và tái cử trong hai năm thuộc nhóm doanh nhân vào tháng 6 năm 2018.

## Sở thích khác

### Nghiên cứu UFO
Mùa xuân năm 1974, ông giữ một chuyên mục "Hồ sơ UFO" trong chương trình Pas de Panique của Claude Villers, trong vòng vài tuần, ông chia sẻ với thính giả những điều tra về các trường hợp nhìn thấy UFO gần đây, các cuộc phỏng vấn nhân chứng trong những vụ chứng kiến cũ năm 1934, 1954, 1966 và các nhân vật thuộc giới khoa học, quân sự và chính trị.
Tháng 6 năm 1974, Jean-Claude Bourret cho phát hành cuốn sách đầu tiên của mình viết về UFO có nhan đề La Nouvelle Vague des soucoupes volantes, do France Empire xuất bản. Trong khoảng thời gian từ 1975 đến 1979, ông đã chấp bút viết nên ba tác phẩm khác về chủ đề này với cùng một nhà xuất bản. Hai cuốn sách khác sẽ được bổ sung vào thập niên 1990, bao gồm một cuốn hợp tác với Jean-Jacques Velasco, chịu trách nhiệm về cơ quan nghiên cứu thay thế GEPAN gọi là SEPRA (Service d'Expertise des Phenomen de Rentrées Atmospheric). Về sau, Bourret vẫn tích cực tham gia rất nhiều chương trình truyền hình và phát thanh dành cho chủ đề này.
Vào năm 2017, 2018 và 2020, ông cho xuất bản ba tập sách khảo sát mới với Jean-Pierre Petit, cựu giám đốc nghiên cứu của CNRS với nhan đề L'Extraordinaire Découverte, Contacts cosmiques và Le métaphysicon, đều do Guy Trédaniel xuất bản.
Tháng 11 năm 2006, Bourret được chọn gửi một thông điệp đến người ngoài hành tinh qua ăng-ten CNES: thực tế đó là chương trình Arte (Hiệp hội Truyền hình Châu Âu), mà Jean-Claude Bourret chọn giới thiệu một tiến trình hình học ngắn (1-2-4-8-16) được gửi với vận tốc 300.000 km/s tới hệ nhiều sao của ngôi sao Errai, nằm cách Trái Đất 45 năm ánh sáng thuộc chòm sao Tiên Vương. Thông điệp này sẽ đến đích vào khoảng năm 2051 và tưởng tượng rằng người ngoài hành tinh có thể thu được, giải mã và phản hồi ngay lập tức cùng một phương pháp, phản hồi (có thể) của họ sẽ không được Trái Đất tiếp nhận trước năm 2096.
Tháng 6 năm 2007, ca sĩ MC Solaar háy mắt ra hiệu với Jean-Claude Bourret bằng cách lồng ghép bản thân ông vào bản hit của mình nhan đề "Da Vinci Claude" nói về "người ngoài hành tinh bị tin tức của Jean-Claude Bourret lôi cuốn".
Tháng 7 năm 2009, ông tham gia chương trình trên kênh France 2 của anh em nhà Bogdanoff nhằm kỷ niệm lần thứ 50 lần đầu tiên con người đặt chân lên Mặt Trăng và vụ phóng tên lửa Apollo (Mỹ) vào năm 1969 và 1970.

### Quái thú Gévaudan
Trong tác phẩm gồm hai tập nhan đề Bí mật của Quái thú Gévaudan (NXB Du Signe, 2010), Jean-Claude Bourret dựa trên công trình nghiên cứu lịch sử của mình, tuyên bố giải mã bí mật của con quái thú này. Tập đầu tiên dừng lại ở cái chết "chính thức" của con quái thú, một con sói khổng lồ nặng 65 kg, được trình lên Vua Louis XV vào ngày 1 tháng 10 năm 1765. Tập thứ hai do Bourret tiết lộ kết quả nghiên cứu của mình được xuất bản vào đầu tháng 11 năm 2010. Tác giả cho biết ở đó đã phát hiện ra nguồn tài liệu có thể giúp theo dõi dấu vết của Quái thú vào năm 1763 tại Dauphiné.
Năm 2016, Bourret cho công bố kết quả điều tra ba mươi năm của mình trên tạp chí Les éditions de l'Archipel. Ông ước tính số nạn nhân phải lên tới hơn bốn trăm người và khẳng định rằng "Quái thú" thực ra là chủng lai giữa sói và hậu duệ của những khuyển binh của quân đội La Mã.
Ngày 11 tháng 4 năm 2016, Jean-Claude Bourret đã tới Câu lạc bộ Báo chí de France ở Paris trưng bày bản mẫu tái tạo mô hình Quái thú Gévaudan, dựa trên báo cáo khám nghiệm tử thi ngày 20 tháng 6 năm 1767.

## Tác phẩm
Jean-Claude Bourret đã viết 27 cuốn sách từ năm 1974 đến năm 2016 về nhiều chủ đề: UFO, y học, hiến binh, chống khủng bố, báo chí, v.v...
- La Nouvelle vague des soucoupes volantes, éd. France-Empire, Paris, 1974
- Le Nouveau défi des OVNI, éd. France-Empire, Paris, 1975
- La Science face aux extra-terrestres, éd. France-Empire, Paris, 1977
- OVNI, l'armée parle, éd. France-Empire, Paris, 1979
- Le guide de votre sécurité, Robert Laffont, 1979
- Auto cent. Le guide des cent voitures les plus vendues, éd. Auto-Journal/Galago, 1986
- Maigrir en mangeant à volonté, France Empire, 1987
- Témoignages OVNI, éd. Atelier 786, 1982 (truyện tranh, hợp tác cùng Patrick Claeys)
- GIGN, mission impossible; les exploits des gendarmes anti-terroristes, 1982
- GIGN: vingt ans d'actions 1974-1994, éd. Michel Lafon, 1994
- NAUSSAC souvenirs du village englouti, éd. France-Empire, 1982
- Guérir par l'acupuncture, Paris, 1984
- Le défi de la médecine par les plantes, France Empire, 1983
- Le nouveau défi de la médecine par les plantes. France Empire.
- Trois malades sur quatre peuvent être guéris par les plantes, Paris, 1984
- [Le] SIDA et les maladies sexuellement transmissibles, Paris, 1985
- Jean-Claude Bourret viết chung với Jean-Jacques Velasco, OVNIs, la science avance, Paris, 1993 ISBN 2-221-07643-5
- Protégez-vous des cambriolages, Paris, 1995 ISBN 2-87845-196-1
- OVNIs: 1999, le contact ?, éd. Michel Lafon, Paris, 1997 ISBN 2-84098-251-X
- Le Secret de la bête du Gévaudan Tome 1: Jean-Claude Bourret; Julien Grycan, éd. du Signe, tháng 5 năm 2010, 64 pages
- Le secret de la bête du Gévaudan Tome 2: Jean-Claude Bourret; Julien Grycan, éd. du Signe, tháng 11 năm 2010, 64 pages
- Histoire de la gendarmerie nationale, BD được xuất bản vào tháng 3 năm 2013 bởi éditions du Signe - Strasbourg -www.editionsdusigne.fr. Tất cả quyền lợi của JC Bourret sẽ được chi trả cho gia đình hiến binh là nạn nhân trong quá trình thi hành nhiệm vụ.
- Paroles de scouts, BD, TJ éditions, 2014
- Guerre de 14/18. De fer et de sang (dessinateur Willy Harold), tháng 2 năm 2015, TJ Editions
- La Bête du Gévaudan et autres histoires vraies, éd. L'Archipel, 2016.
- Jean-Claude Bourret viết chung với Jean-Pierre Petit, OVNI, l'extraordinaire découverte, Paris, Guy Trédaniel, tháng 2 năm 2017, 381 p.
- Jean-Claude Bourret viết chung với Bernard Marck, Le triangle des bermudes et autres histoires vécues, Archipel, 2017, 384 p.
- Jean-Claude Bourret viết chung với Jean-Pierre Petit, Contacts cosmiques: jusqu'où peut-on penser trop loin ?, Paris, Guy Trédaniel, tháng 10 năm 2018, 400 p.
- Jean-Claude Bourret viết chung với Jean-Pierre Petit, Le métaphysicon: Nous avons une âme, qui survit après notre mort. Cela se démontre scientifiquement., Paris, Guy Trédaniel, tháng 9 năm 2020, 300 p.
- OVNI, la BD tome 1: Révélation d'un secret, avec Pascal Pelletier, éditions A&H, 2021.